# Leucospis manaica
Leucospis manaica is een vliesvleugelig insect uit de familie Leucospidae. De wetenschappelijke naam is voor het eerst geldig gepubliceerd in 1920 door Roman.